# Skopaljska Gračanica
Skopaljska Gračanica je rimokatolička župa u Skopaljskoj dolini, Bosna i Hercegovina. Pripada bugojanskom dekanatu Vrhbosanske nadbiskupije.
Skopaljska Gračanica je smještena na rijeci Vrbas, na otprilike pola puta između Uskoplja i Bugojna. Župi pripadaju naselja: Donja Ričica, Dražev Dolac, Duratbegović Dolac, Gornja Ričica, Humac, Lužani, Pajić Polje, Pernice, Rosulje i Tihomišlje u uskopaljskoj općine te Gračanica, Humac, Jazvenik, Kordići, Okolišće, Skrte, Zanesovići i Zlavast u bugojanskoj općini. Župna crkva Srca Marijina nalazi se na Humcu, administrativno u bugojanskoj općini.
Patron župe je na blagdan Srca Marijina.

## Povijest
Katoličku župu sv. Jeronima sa sjedištem u Gračanici utemeljio je 31. siječnja 1911. vrhbosanski nadbiskup Josip Stadler dekretom br. 178. Prva župna crkva izgrađena je 1912. godine. Nastala je izdvajanjem nekih naselja iz župa Bugojno, Kandija i Uskoplje, a osim njih susjedne župe su Bistrica i Otinovci. U to je vrijeme u župi živjelo 150 obitelji u 16 sela. Prvi župnik, od 1911. do 1914., bio je Stjepan Pašalić. Nakon njega dugogodišnji župnik (1914. – 1944.) bio je Ivan Ribićić. Pripreme za izgradnju druge župne crkve pokrenute su tijekom 1936. godine. Ipak, 1969. godine kada je župnikom bio vlč. Ante Bajić izgrađena je nova crkva posvećena Srcu Marijinu. Od 1969. do 1993. u župi djeluju časne sestre Družbe služavki Malog Isusa. Godine 1970. sagrađen je i novi župni stan.
Tijekom rata, pripadnici Armije RBiH su u drugoj polovici 1993. opljačkali i demolirali župnu crkvu, opljačkali i kasnije spalili župnu kuću i kuću časnih sestara od kojih su ostali samo zidovi. U tom razdoblju nastradala su kapelice i groblja u Donjoj i Gornjoj Ričici, Gračanici, Lužanima, Pajić Polju i Zlavasti. Većina župljana, Hrvata katolika, je protjerana, kuće su im opljačkane i spaljene. Dana 20. ožujka 1997. godine, pred dolazak pape Ivana Pavla II u Sarajevo, crkva je oštećena postavljanjem eksplozivne naprave pod zvonik koji je u potpunosti uništen. Počinitelji nikada nisu pronađeni. Početkom istog mjeseca demolirano je groblje na Humcu.
Župna crkva i župna kuća su obnovljeni 1998. zahvaljujući župljanima, njemačkoj biskupiji Limburg i talijanskoj biskupiji Brescia. Iste godine obnovljenu je crkvu blagoslovio kardinal Vinko Puljić čime je započeo povratak župljana. Stota obljetnica postojanja obilježena je 13. kolovoza 2011. Tom prigodom je Hrvatska pošta Mostar tiskala prigodnu poštansku marku autora Blaža Batinića.
U župi postoji 11 grobalja u naseljima Donja Ričica, Gornja Ričica, Pajić Polje, Šubić (Zanesovići), Humac, Okolišće, Zlavast, Kordići, Lužani, Jazvenik i Pernice. U neka od njih se više nitko ne pokapa.
Trenutačno dužnost župnika obavlja vlč. Ilija Ivoš.

### Broj župljana
Prema Šematizmu s podacima za 1931. u župi Skopaljska Gračanica je bilo 1456 katolika u 15 naselja. U Šematizmu iz 1961. s podacima za 1959. godinu zabilježeno je kako je u župi bio 2001 katolik.
U župi Skopaljska Gračanica 1991. godine živjelo je 2968 župljana. Godine 2001., kao posljedica događanja tijekom 1990-ih, u župi je živjelo 765 župljana, dok je 2010. župa imala 889 župljana.

## Vanjske poveznice
- Skopaljska Gračanica: Župa Srca Marijina